# Meteorus guacharensis
Meteorus guacharensis (лат.) — вид паразитических наездников рода Meteorus из семейства Braconidae. Неотропика (Колумбия).

## Описание
Мелкие наездники. Основная окраска тела коричневая с жёлтыми и тёмными отметинами. От близких видов отличаются следующими признаками: щёчное пространство короткое, его длина равна 0,4 × ширины жвал в основании; метаплеврон гладкий; затылочный киль полный; фасеточные глаза относительно мелкие, высота головы равна 1,8 от высоты глаз; глаза при виде спереди параллельны друг к другу; максимальная ширина лица равна 0,9 от минимальной ширина лица; оцеллии относительно мелкие, расстояние между оцеллиями равно 3 диаметрам оцеллия; темя при виде сбоку плоское, не выступает над оцеллиями; на первом тергите брюшка имеется дорсопе, нотаули развиты. Первый брюшной тергит стебельчатый (петиоль короткий). Нижнегубные щупики состоят из 3 сегментов. Трохантеллюс (2-й вертлуг) отделён от бедра. В переднем крыле развита 2-я радиомедиальная жилка. Предположительно, как и другие виды рода эндопаразитоиды гусениц бабочек или личинок жуков. Вид был впервые описан в 2011 году американскими энтомологами Helmuth Aguirre и Scott Richard Shaw (University of Wyoming, Department of Ecosystem Science and Management, Laramie, Вайоминг, США).